# Gunderi, Holalkere
Gunderi là một làng thuộc tehsil Holalkere, huyện Chitradurga, bang Karnataka, Ấn Độ.